# Académie militaire de Numazu

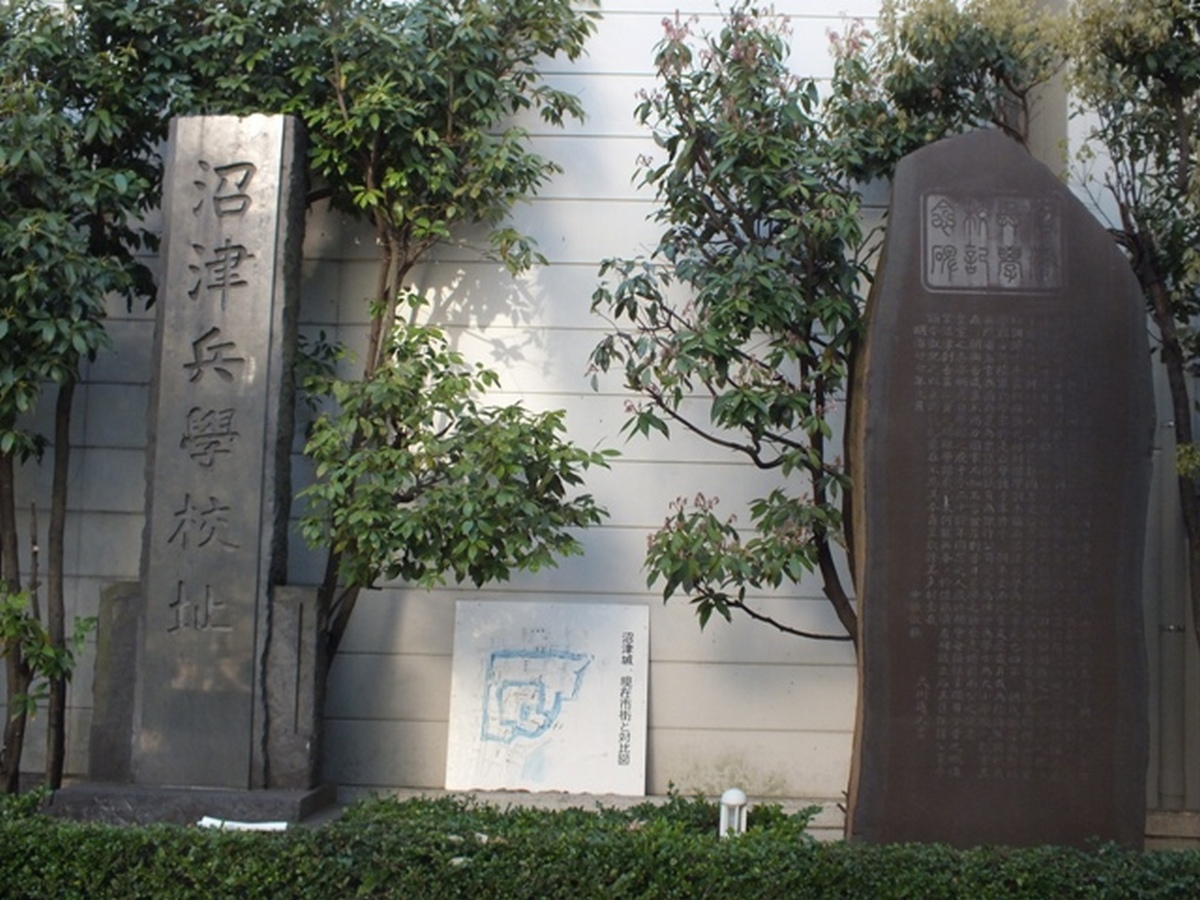
Monument marquant l'emplacement de l'académie militaire de Numazu sur le site du château de Numazu.

L'académie militaire de Numazu (沼津兵学校, Numazu heigakkō) est l'une des premières écoles à l'occidentale du Japon. Elle était située à Numazu dans la préfecture de Shizuoka. Bien qu'elle n'ait existé que de décembre 1868 à 1871, elle est une étape importante dans le développement de l'éducation publique moderne au Japon. Elle est ensuite absorbée dans l'académie de l'armée impériale japonaise.

## Histoire
Durant la période du Bakumatsu, le shogunat Tokugawa tente tardivement de moderniser ses forces militaires avec l'assistance de conseillers militaires français. La tentative est finalement un échec, et à la suite de la guerre de Boshin de la restauration de Meiji, le clan Tokugawa, ancien maître du pays avec des revenus de plus de huit millions de koku, réduits à 700 000, répartis sur les provinces de Suruga, Tōtōmi et Mikawa, avec à sa tête, Tokugawa Iesato, se déplace pour s'installer à Numazu. Par la suite, un groupe de hatamoto, mené par Ebara Soroku, Abe Kuninosuke et Yatabori Keizō partent étudier aux Pays-Bas, et décident d'établir une académie militaire à l'occidentale sur l'emplacement du château de Numazu en décembre 1868.
Le programme de formation de l'académie comporte des cours d'anglais, de français, de conversation, de physique-chimie, de géographie, d'astronomie, d'histoire du monde, et de théorie économique. Le programme est également lourd en mathématiques, particulièrement en géométrie et trigonométrie, qui sont considérés comme des sujets militaires essentiels en raison de leur besoin en navigation, en ciblage d'artillerie et en topographie. Le premier directeur de l'académie est Nishi Amane, qui participe à sa création et à celle de l'école primaire associée, et qui est aujourd'hui considérée comme la première école primaire à l'occidentale du Japon.
En 1869, le premier manuel en japonais de génie militaire est publié par l'académie militaire de Numazu.
Le 12 novembre 1871, l'académie passe sous le contrôle direct du ministère de la Guerre et en 1872, elle est fermée et transférée à Tokyo où elle est absorbée au sein de la nouvelle académie de l'armée impériale japonaise.
Bien qu'elle n'ait existé que pendant quatre ans, les 210 diplômés de l'académie et les 150 élèves de l'école primaire deviendront, pour beaucoup, généraux dans l'armée impériale japonaise, ou amiraux dans la marine impériale japonaise, ou d'importants professeurs ou hommes politiques. Cette école primaire sert de modèle aux autres écoles primaires qui sont bientôt établies dans tout le Japon.
L'académie militaire de Numazu est également le sujet du premier film du réalisateur Tadashi Imai en 1939.